# Dohrer Mühle
Die Dohrer Mühle ist eine Wassermühle am Ellerbach bei Ediger-Eller/Mosel. Sie liegt bei 50°07'30,8"N 7°06'12,2"E und gehört zur Gemarkung Urschmitt. Die Mühle ist häufig Gegenstand moselländischer Erzählungen und Lieder. Heute ist die Dohrer Mühle eine Ruine.
Die bekannteste überlieferte Erzählung, in der die Dohrer Mühle vorkommt, ist die Sage Die Goldmühle im Ellerbach. Sie beschreibt die Entstehung der Mühle und handelt von dem geldgierigen Müller Alois, der einen Pakt mit dem Teufel schließt.
Das Lied von der Mühle im Ellerbachtal ist ein mündlich überliefertes, moselländisches Volkslied.

## Lied von der Mühle im Ellerbachtal
Erste Strophe
Es steht eine Mühle im Ellerbachtal,
Die klappert so leis' vor sich hin.
Es steht eine Mühle im Ellerbachtal,
Die klappert so leis vor sich hin.
Refrain
Und wo ich geh' und steh',
Im Tal und auf der Höh',
Da liegt mir die Mühle, die Mühle im Sinn,
Die Mühle im Ellerbachtal.